# Filip Stoilović
Filip Stoilović (11 de outubro de 1992) é um voleibolista profissional sérvio, jogador posição ponta.

## Títulos
Clubes
Copa da Sérvia:
- 2009, 2011, 2013, 2014

Campeonato da Sérvio:
- 2012, 2013, 2014, 2015
- 2010
- 2011

Supercopa da Sérvia:
- 2011, 2012, 2013, 2014

Copa da França:
- 2017

Seleção principal
Campeonato Mundial Sub-23:
- 2013

## Premiações individuais
- 2013: Melhor receptor da Campeonato Mundial Sub-23